# Lasiopteryx schwarzi
Lasiopteryx schwarzi är en tvåvingeart som först beskrevs av Ephraim Porter Felt 1911.  Lasiopteryx schwarzi ingår i släktet Lasiopteryx och familjen gallmyggor.
Artens utbredningsområde är Panama. Inga underarter finns listade i Catalogue of Life.